# Allothyridae

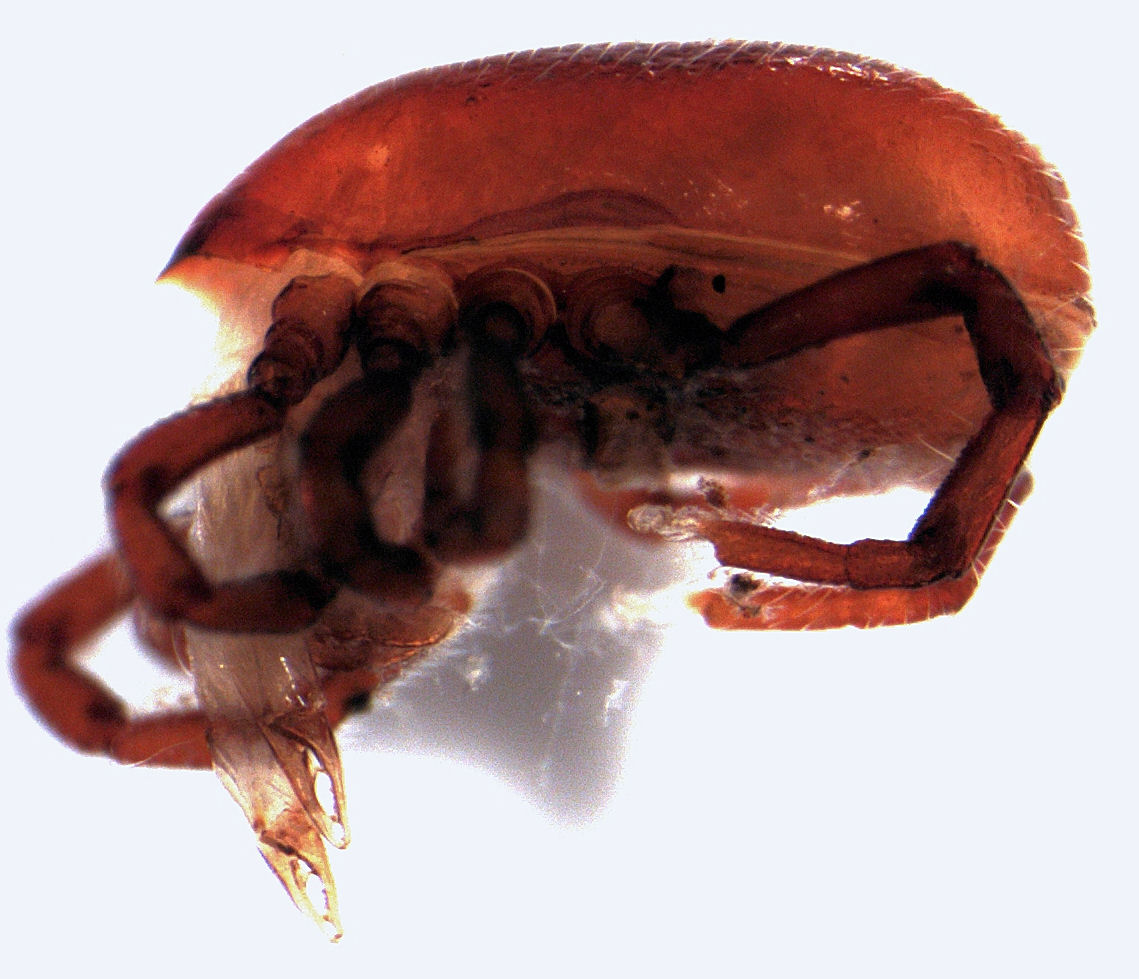
Allothryridae sp.

Allothyridae é uma família de ácaros holotrídeos que inclui dois géneros e três espécies. A distribuição natural do grupo está restrita à Austrália e Nova Zelândia.

## Taxonomia
A família inclui os seguintes géneros:
- Allothyrus van der Hammen, 1961
- Australothyrus van der Hammen, 1983